# Wassilko von Serecki (Adelsgeschlecht)

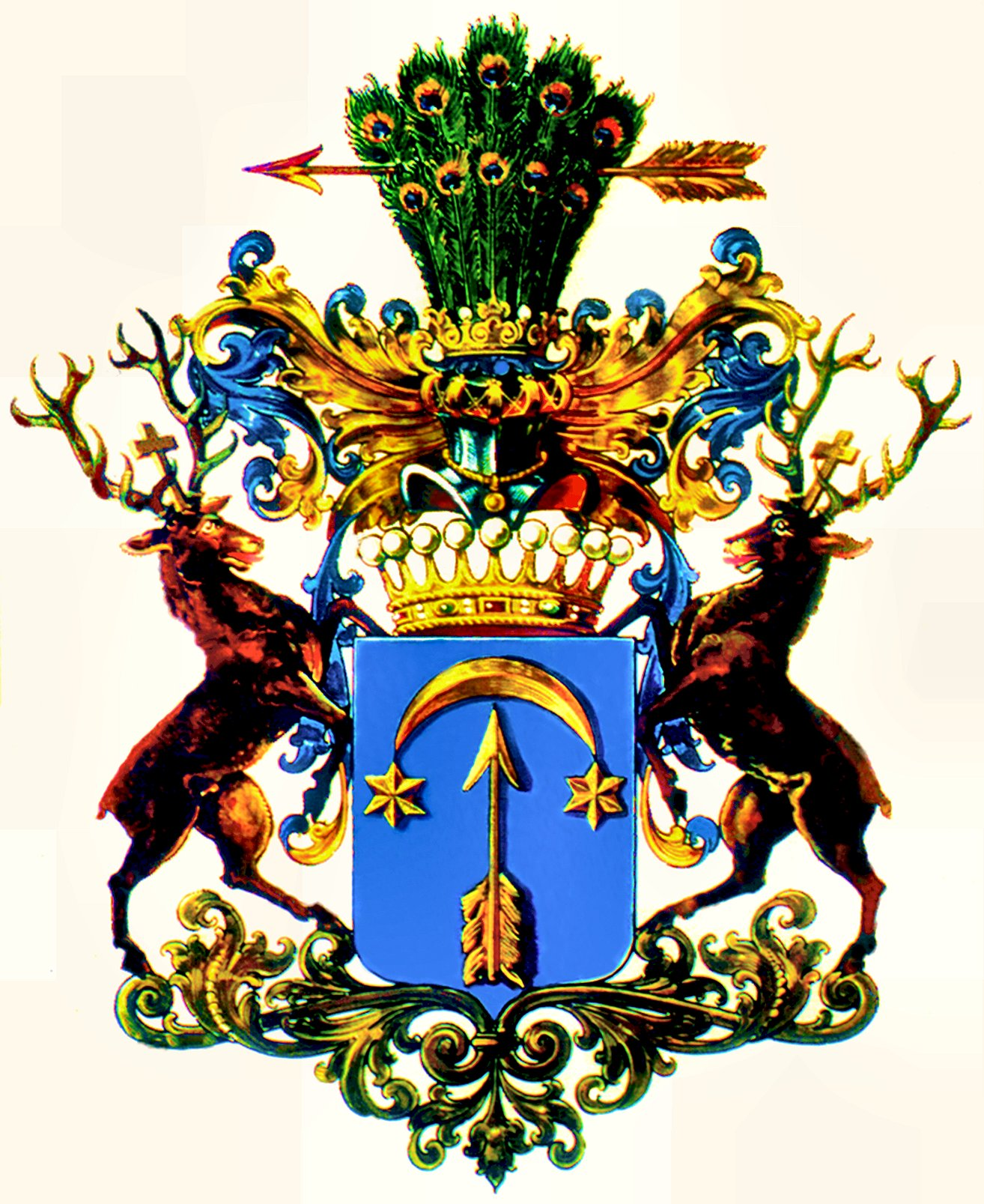
Wappen der Grafen Wassilko von Serecki

Wassilko von Serecki sind ein aus der Bukowina stammendes rumänisches Bojaren- und österreichisches Hochadelsgeschlecht. Die Familie gehörte zu den größten Grundbesitzern in Österreich-Ungarn. Es war das einzige Geschlecht rumänischen Ursprungs, das im gesamten Kaiserreich den Grafentitel erwarb.

## Geschichte

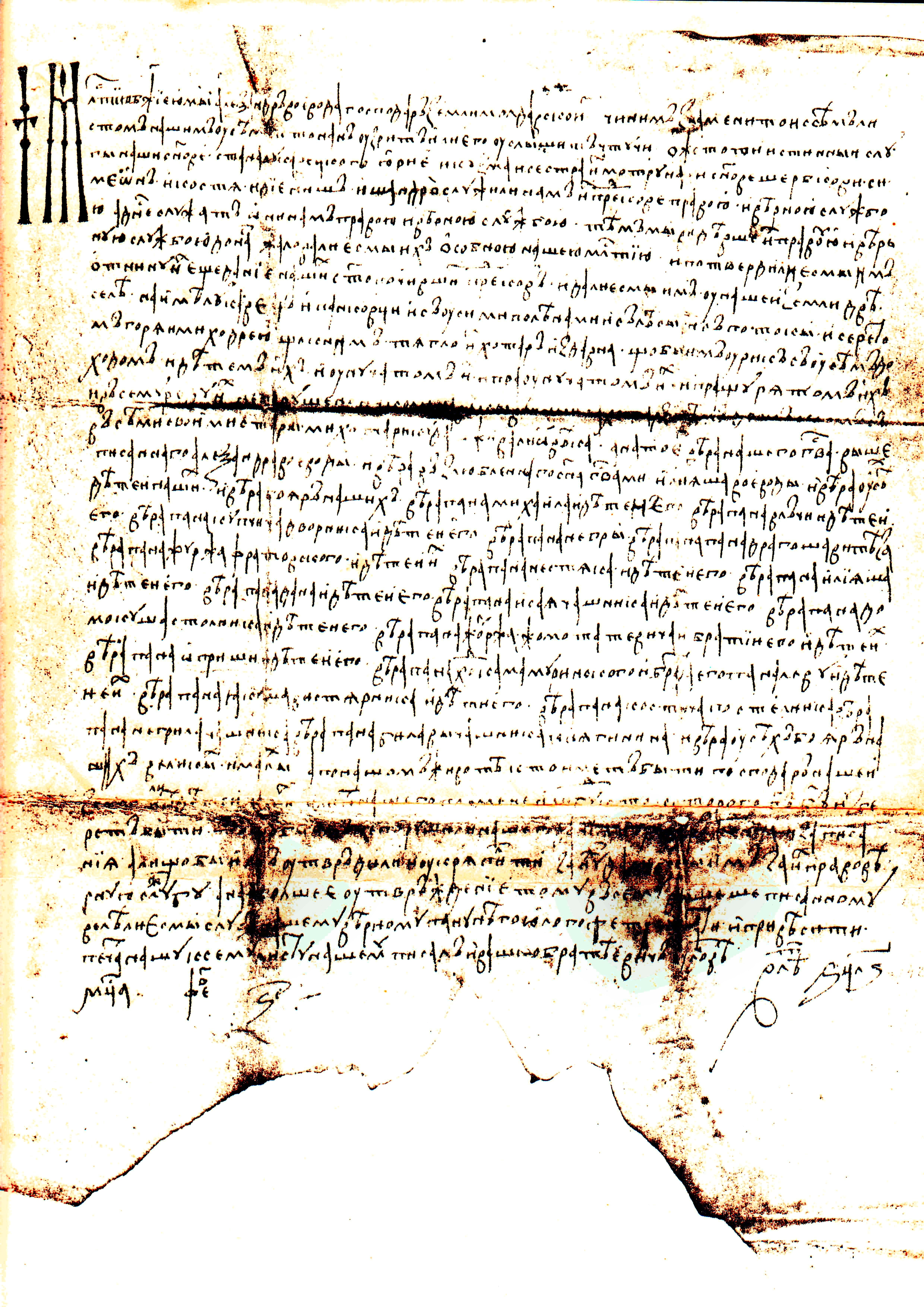
Urkunde vom 16. Feb. 1428

Das Geschlecht, auch bekannt als Vasilco, gehörte dem moldauischen Bojarenstand an.
Nach Johann Svoboda hatte die Familie ihre Wurzeln in Russland, wo Glieder derselben im Jahre 1097 als Knjasen im Kiewer Gebiet vorkamen. Gemeint war hier der geblendete Fürst von Peremyšl’ und Terebovl’ Wassilko (auch Vasil’ko, Wasilko) Rostislavič. Gemäß Familiengeschichte soll sie von einem Nachfahren des Wassilko Fürsten von Rostow († 1238), Verwandter des ersteren, abstammen.

### Im Fürstentum Moldau
Historisch steht fest, dass schon vor der Gründung des Fürstentums Moldau 1350 Pancu (Panko) den Wald am linken Ufer des Großen Sereth roden ließ, Panca und anschließend am Zusammenfluss mit der Mihodra für seinen einzigen Sohn Luca den Ort Lucavăț gründete. Nach Ion Drăgușanul soll es sich um die ältesten Niederlassungen in diesem Gebiet handeln. Lucas Söhne Stan und Șerbco waren Ritter am Hofe des Fürsten Alexandru cel Bun (deutsch Alexander der Gute). Deren Kindern wurden durch die Urkunde vom 16. Februar 1428 die Güter der Familie, Lukawetz, Panka mit Mihodra, für sie und ihre Nachfahren bestätigt. Die Kirche des Ortes Lucavăţ mit Pfarrer wurde am 15. März 1490 von Fürst Ștefan cel Mare (deutsch Stefan der Große) als erste dem Bischofssitz von Rădăuți (Radautz) genehmigt.

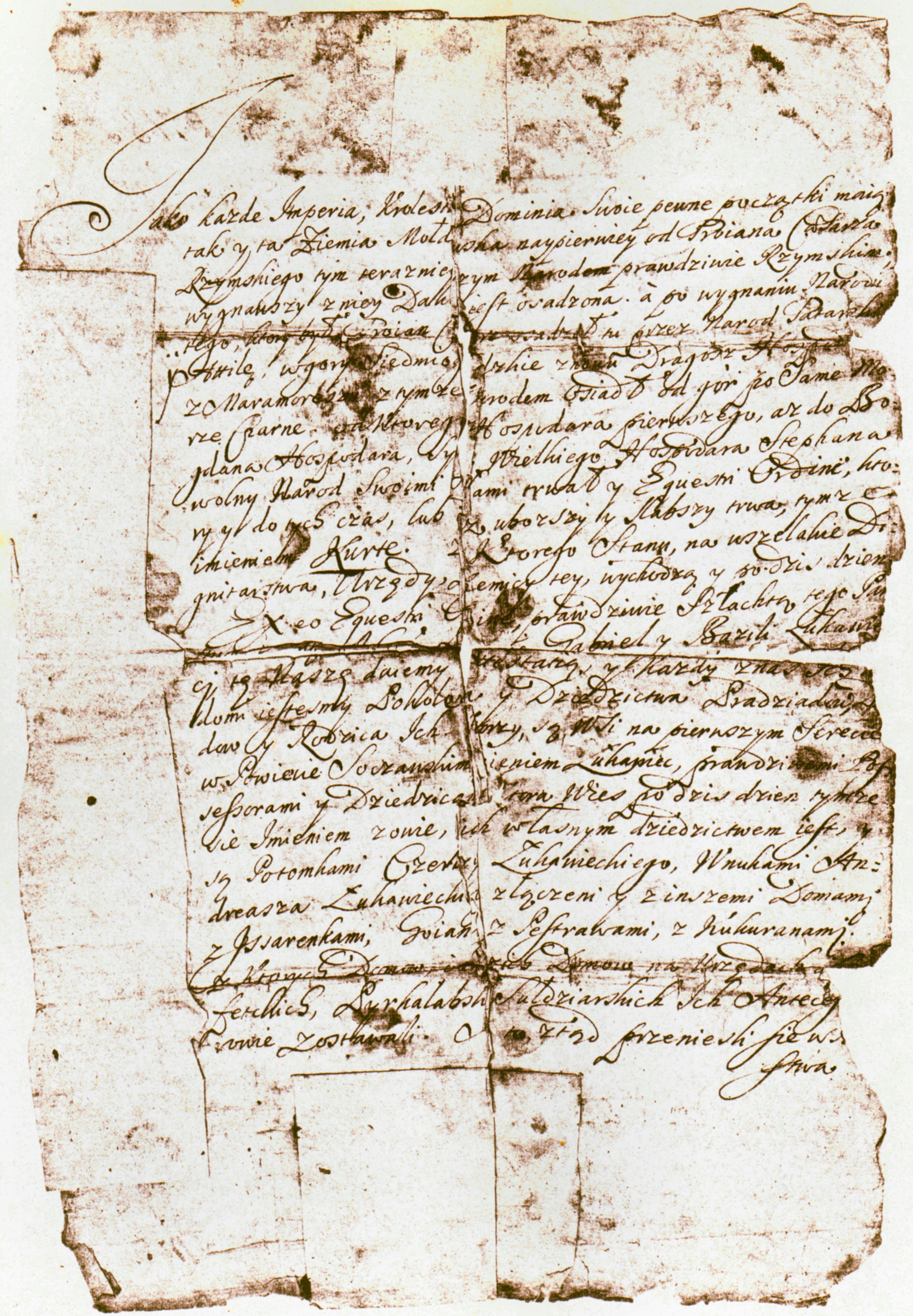
Bestätigung, dass große Bojaren 1681/1

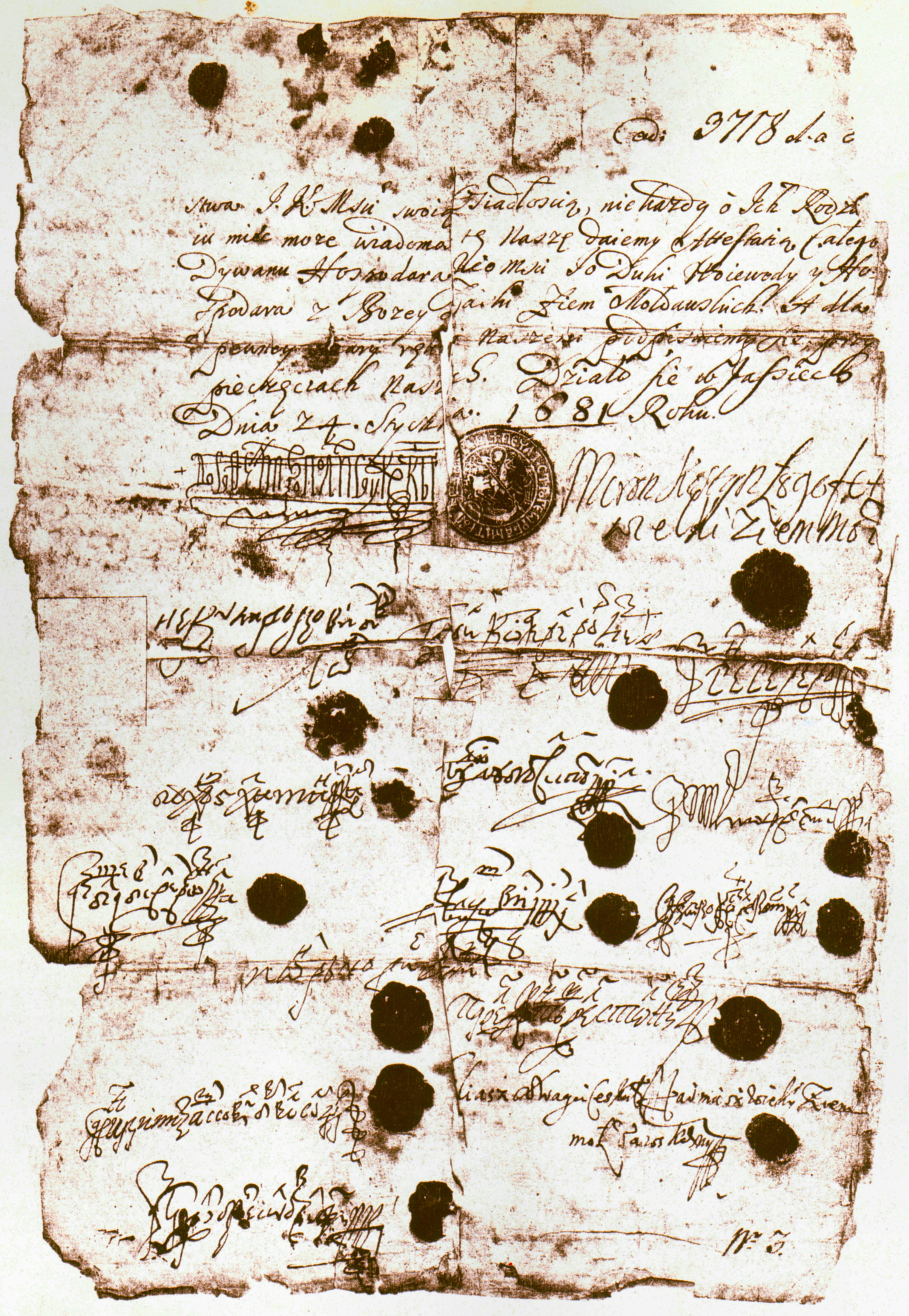
Bestätigung, dass große Bojaren 1681/2

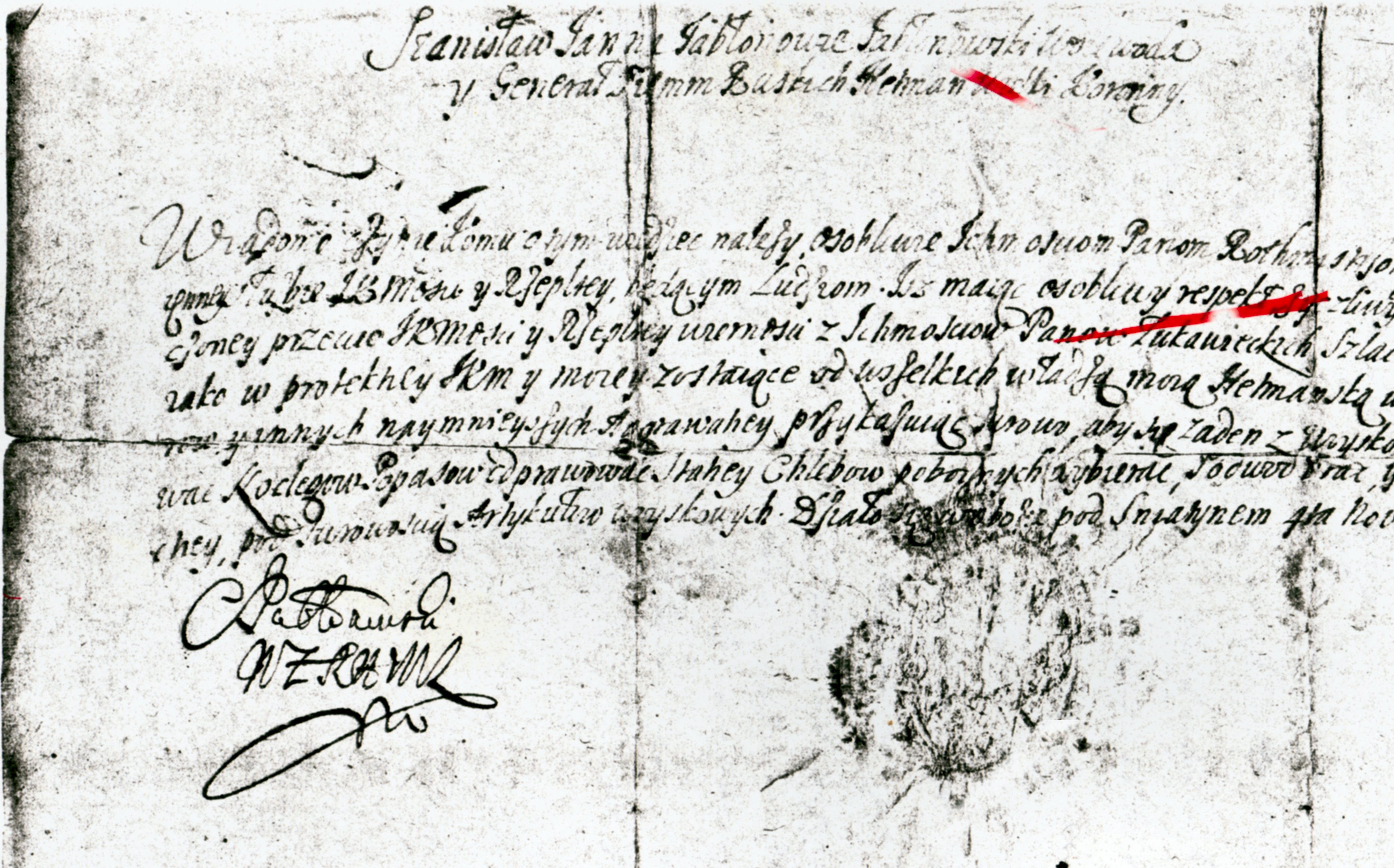
Freistellungsurk., 4. Nov. 1691

Fürst Alexandru Lăpușneanu, Enkel des obigen, bestätigte am 7. Mai 1565 der Familie nicht nur die Rechtmäßigkeit der Urkunde des Fürsten Alexander, vielmehr übertrug er ihr anschließend auch das Miteigentum an einer Vielzahl von Dörfern in der nördlichen Moldau. Später, am 12. März 1667, wurde Vasile, Nicolae und Constantin Căzăcescul durch Fürst Iliaș Alexandru der Besitz der Güter nochmals bestätigt.
Gligolie, auch Grigorie, (um 1565–1629) war der Sohn der Crasna de Lucavăţ, Tochter des Pan Isac († nach 1531) und wahrscheinlich des illegitimen Sohnes Lăpușneanus, Fürst Petru VI. Cazacul († 24. Oktober 1592), hingerichtet in Konstantinopel, nachdem er einen Krieg wider das türkische Joch geplant hatte, aber von konstantinopeltreuen Bojaren verraten und sodann gefangen genommen worden war. Er führte diesen Nachnamen, bis sein unten angeführter Enkel Vasile wieder den Namen Wassilko annahm.
Die Cousins Vasile (Basilius) (1631–1701), der oben erwähnte Enkel, verheiratet seit 1654 mit Candachia (1635–1688), der Tochter des Bojaren Isac Cocoranul, wie Teodor Bălan schrieb, Vorfahre der Grafen Wassilko und Vater des Ion (1665–1743) sowie Gavril (Gabriel) Vasilco (Wassilko) wurden wegen herausragender Dienste im polnischen Heer, unter anderem als Anerkennung für ihren militärischen Einsatz bei der Schlacht von Hotin 1673, am 4. Februar 1676 von König Johann III. Sobieski mit dem Beinamen Lukawiecki geadelt. Sein jüngerer Bruder Constantin nahm den Namen Cheșco (später auch Keschko) an. Von ihm stammte die später im Fürstentum Moldau und Bessarabien zu Ansehen gelangte Familie. Aus dieser entspross die spätere Königin Natalia von Serbien. Der dritte Bruder, Nicolai, blieb unverheiratet.
Der Diwan der Moldau zertifizierte mit der Urkunde vom 24. Januar 1681, die unter anderem vom Metropoliten Dosoftei und Großkanzler Miron Costin unterschrieben worden waren, dass Vasile und Gavril große Bojaren waren.
Während der Besetzung der nördlichen Moldau 1691 durch die Polen profitierte Vasile von seinem Adelstitel, er wurde von Graf Stanisław Jan Jabłonowski, Großhetman der Krone des Königreichs Polen, per schriftlichem Erlass vom 4. November 1691 von der Zwangsunterbringung und -verköstigung von Soldaten auf seinen Gütern als auch jeglicher Zusatzsteuern befreit, da polnischer Adliger. Am 16. Juli 1693 kaufte er den Kindern von Gavril und dessen Bruder deren Anteile an Lucavăț, Panca und Berhometh ab.

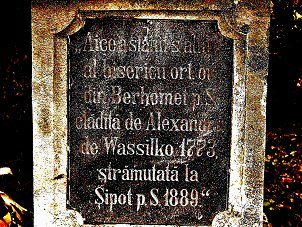
Gedenkstein für die Kirche in Berhometh

Alexander (Alexandru) Wassilko (Vasilco) (* 1. April 1717 in Lucavăț; † 22. Mai 1787 in Berhometh), Bojar und Großgrundbesitzer, verheiratet mit Maria (* 2. Mai 1733 in Jadova; † 22. November 1813 in Berhometh), Urenkelin des Mehmed Abaza Pascha und der Stanislavovna, Tochter des poln. Heerführers Stanisław Koniecpolski, einziger Sohn des Ion Vasilco (1665–1743), setzte die Landkäufe seines Vaters fort. Gemäß einem Dokument vom 12. September 1772 gehörten dem Alexander Lucavăț pe Siret, Panca und Berhomet pe Siret nun zur Gänze. Des Weiteren erwarb er als Mitgift der Gattin die Hälfte von Iacobești, gemäß einer Urkunde des Fürsten Grigore III. Ghika von 1776, die andere kurz darauf ebenfalls. Dort wurde auch 1782 die heute noch bekannte Holzkirche gebaut.
Der Bojar wählte Berhometh zum Stammsitz und ließ den Ort ausbauen sowie 1773 eine dem Hl. Nikolaus geweihte Kirche errichten, die er in den 80er Jahren umbauen und vergrößern ließ. Die Wiedereinweihung fand 1786, knapp ein Jahr vor seinem Tod, statt. Sein Namensvetter ließ sie 1889 abtragen und in Schipot (Șipotele pe Siret) wieder aufbauen.

### Im Kaisertum Österreich

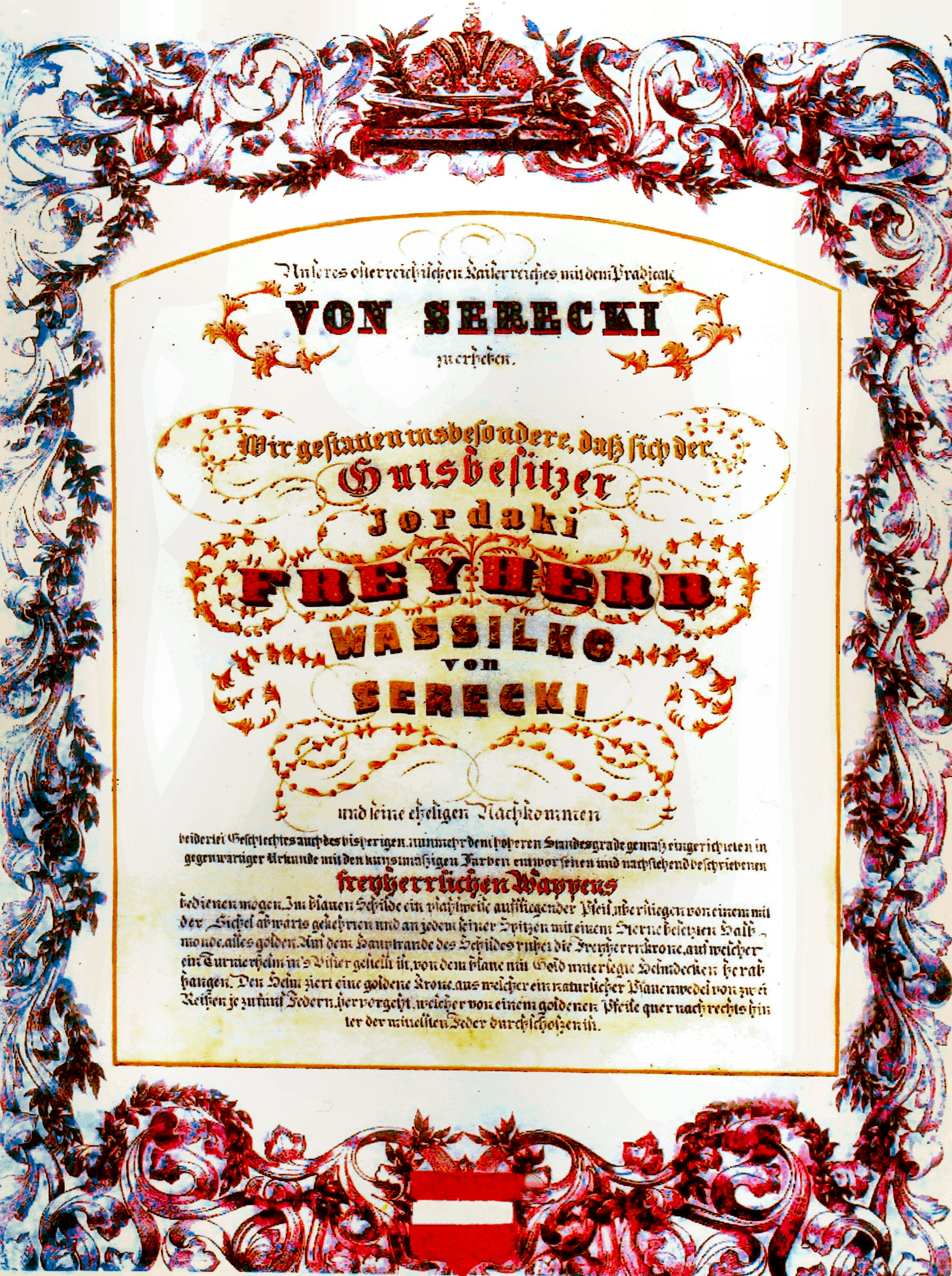
Freiherrenstandsdiplom (Auszug) für Jordaki Wassilko von Serecki, 1855

Vater und Sohn hatten den Grundstein für die riesigen Besitzungen der Familie gelegt. Bei der am 17. August 1777 in Czernowitz stattgefundenen Huldigung nahm auch er teil. Alexander hatte acht Kinder, darunter 3 Söhne und ist der Stammvater aller heute noch lebenden Mitglieder der Familie.
Die Söhne Alexanders waren Nikolaus (Nicolai) (1753–1809), verheiratet 1786 mit Paraschiva (1765–1815), Tochter des Gregor Ritter von Teutul (Tăutul), Urgroßvater der Grafen Douglas und Friedrich von Bigot de Saint-Quentin und seiner Schwester Desideria, somit auch Ahnherr des Franz Emil Joseph Ludwig Graf von Marenzi, Basil (Vasile) (siehe unten) und Stefan (1772–1843), verheiratet mit Anna, Tochter des Basil Ritter von Strischka, Großvater des Balthasar (1803–1880) und Urgroßvater des Hieronymus (1840–1914) Grafen Della Scala. Ihnen wurde am 17. Februar 1788 durch Allerhöchste Entschließung von Kaiser Joseph II. der Ritterstand verliehen. Das Geschlecht wurde am 17. September 1788 und 1845 in der Bukowina, wo es seine zahlreichen Besitztümer hatte, immatrikuliert.

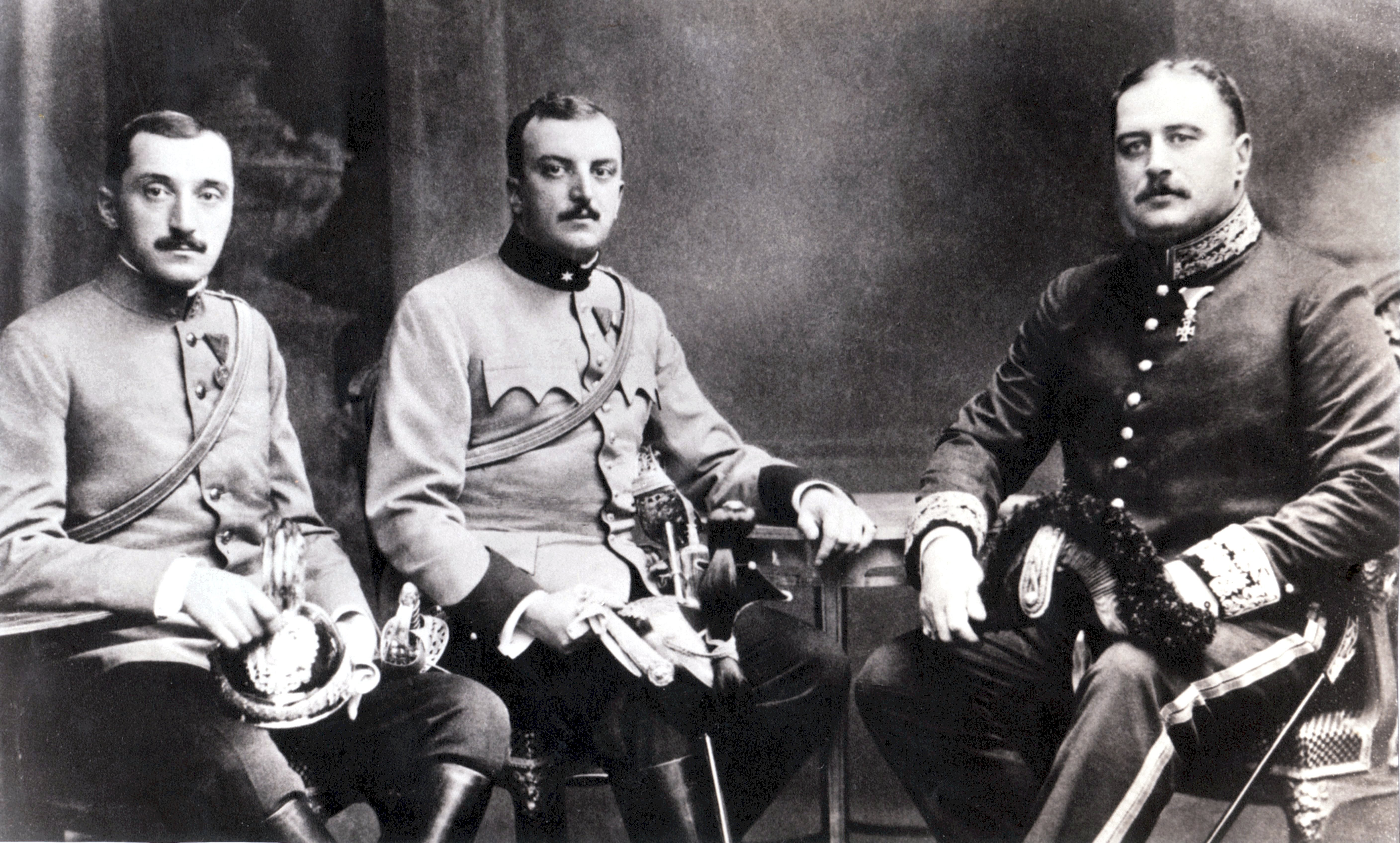
Die Brüder Alexander, Stephan und Georg Wassilko von Serecki

Jordaki Ritter von Wassilko erhielt durch allerhöchste Entschließung Kaiser Franz Joseph I. mit Diplom vom 14. Juli 1855 zu Wien den österreichischen Freiherrenstand mit dem Adelsprädikat „von Serecki“ für sich und seine Nachfahren. Er begann mit dem Bau von Schloss Berhometh. Er war bis 1861 langjähriger Abgeordneter des Staatsrats (später Reichsrats) gewesen. Mit der Gründung am 18. April 1861 zog er, nur wenige Monate vor seinem Tod, als der erste und einzige Bukowinaer dieser Zeit „auf Lebenszeit“ in das neu instituierte Oberhaus des Österreichischen Reichsrates, das sogenannte Herrenhaus, ein.
Sein Sohn Alexander, gleichfalls Mitglied des Herrenhause und langjähriger Landeshauptmann des Herzogtums Bukowina, pflanzte als einziger das Geschlecht fort. Dessen vier Söhnen, Georg, Stephan, Alexander und Viktor wurde am 19. Dezember 1905 von Kaiser Franz Joseph I. die Kämmererwürde verliehen. Durch allerhöchste Entschließung vom 29. August 1918 zu Eckartsau sowie Diplom vom 19. Oktober des Jahres zu Wien wurden sie von Kaiser Karl I. in den österreichischen Grafenstand erhoben.
Als eines von 64 gräflichen Geschlechtern hatte die Familie einen erblichen Sitz im Herrenhaus, wobei sie als eine von neun freiherrlichen Familien bereits vorher diesen Sitz innehatte (1917), außerdem in diesem Gremium seit dessen Gründung ständig vertreten war.

## Wappen
- 1788: In Blau ein aufgerichteter goldener Pfeil, überhöht von einem abwärts-gekehrten, an jedem seiner Hörner mit einem goldenen Stern (Sporn) besetzter goldener Halbmond. - Auf dem gekrönten Helm mit blau-goldenen Decken ein zweireihiger Pfaufenwedel von je fünf Federn, nach rechtshin von einem goldenen Pfeil durchschossen.
- 1855: Wie 1788, mit Wappenverbesserung und Freiherrenkrone auf dem Schilde.[32]

- 1918: Ein blauer Schild, in welchem ein aufgerichteter Pfeil von einem Halbmonde, dessen nach abwärts gekehrte Spitzen mit je einem sechsstrahligen Sterne [eigentlich Sporn] besetzt sind, überstiegen wird dies alles golden. Auf dem Hauptrande des Schildes ruht die goldene Grafenkrone mit neun sichtbaren Perlenzinken, überhöht von einem offenen gekrönten Turnierhelme, den beiderseits blaue mit Gold unterlegte Decken umwallen. Aus der Helmkrone geht ein von einem goldenen Pfeile quer nach rechts durchschossener natürlicher Pfauenwedel von zwei Reihen zu je fünf Federn hervor. Unterhalb des Schildes verbreitet sich eine bronzefarbene Arabeske, auf welcher zwei als Schildhalter dienende, einander zugekehrte aufgerichtete natürliche Hirsche, die zwischen den Geweihen goldene Kreuze tragen, stehen.[33]

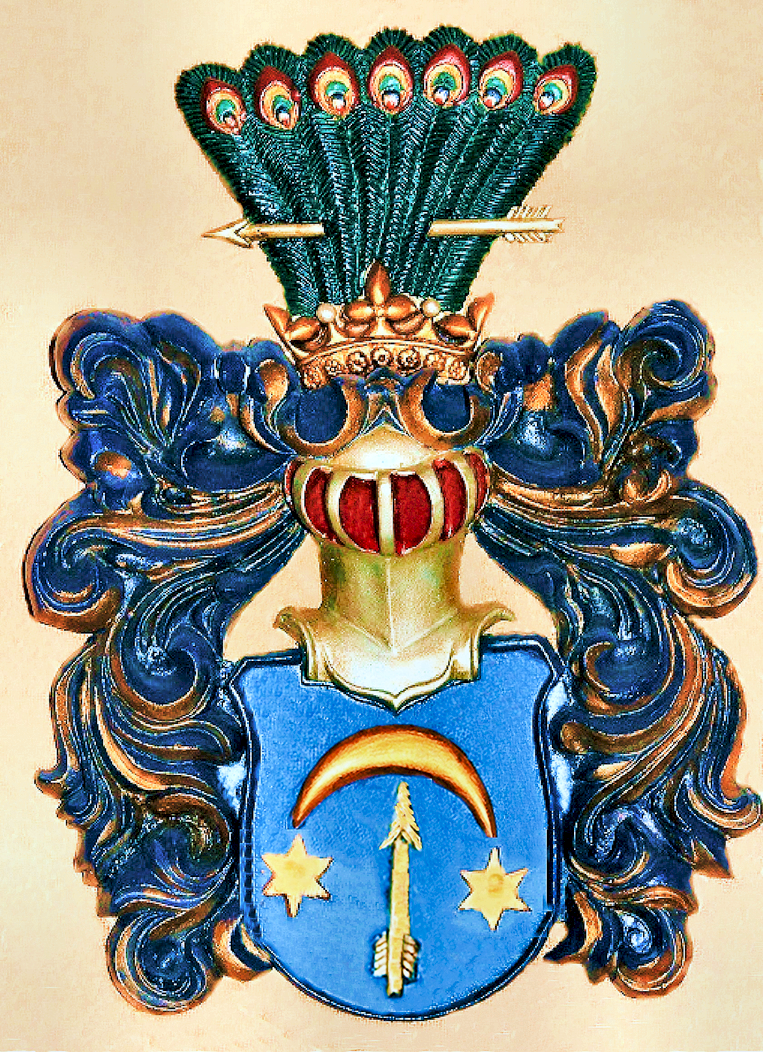
Stammwappen der Familie Wassilko seit 1676
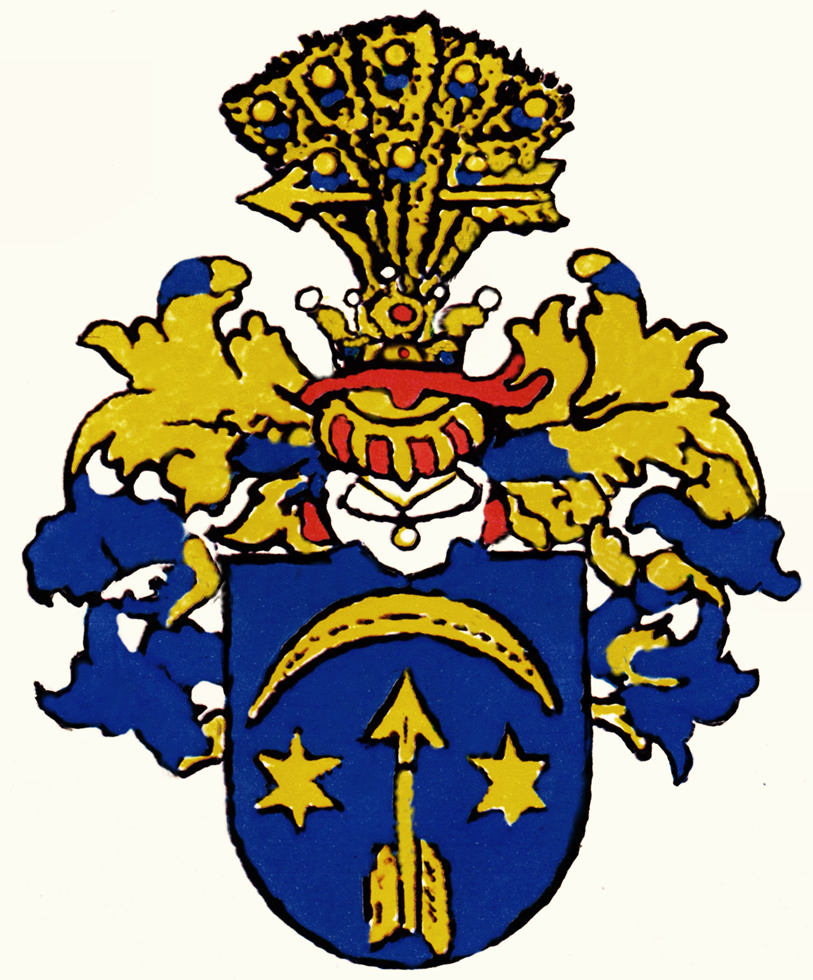
Wappen der Ritter von Wassilko nach Siebmacher
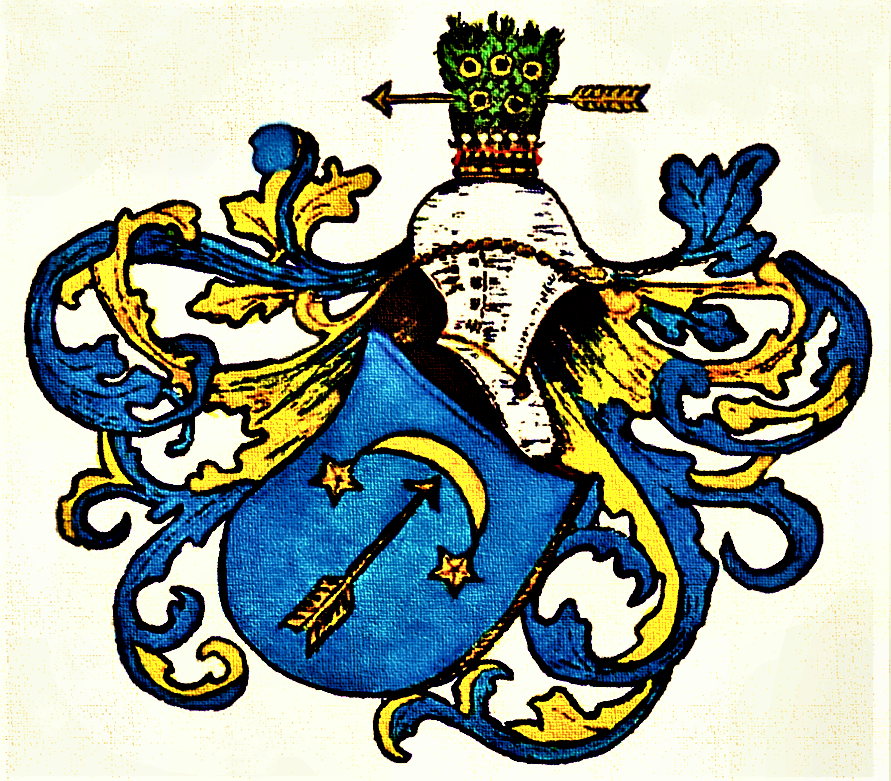
Wappen der Ritter von Wassilko 1788
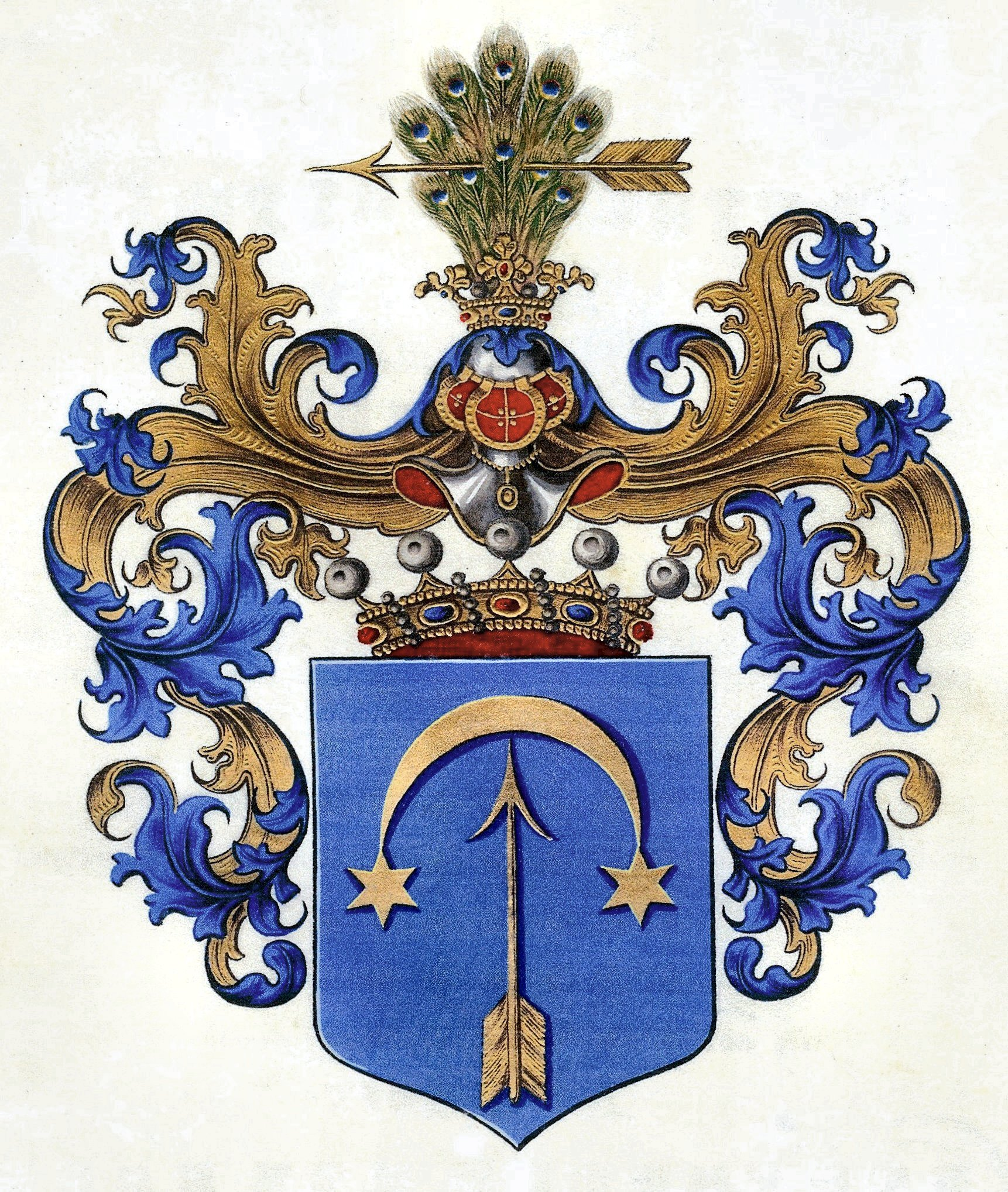
Wappen der Freiherrn Wassilko von Serecki, 1855
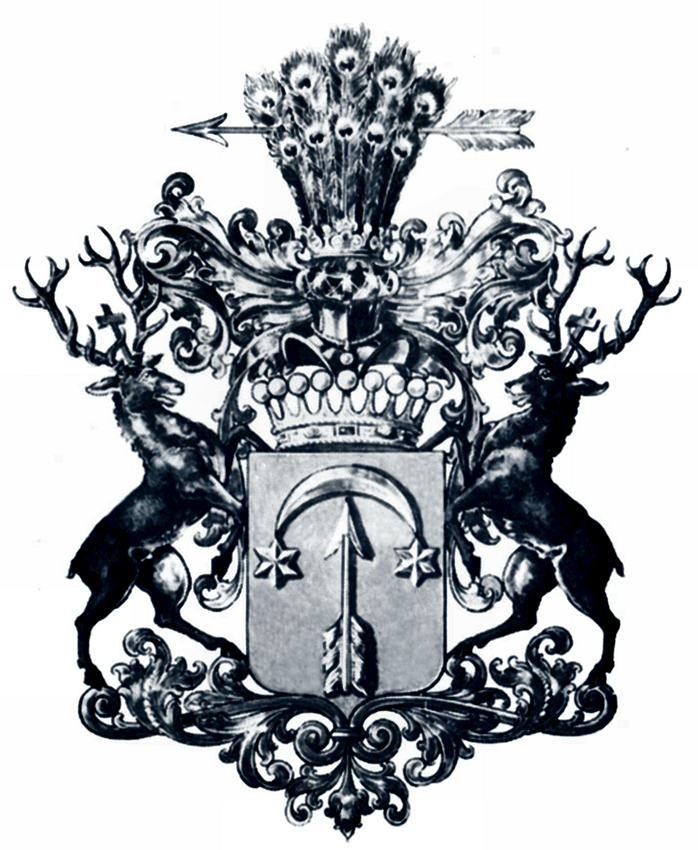
Wappen der Grafen Wassilko von Serecki, s-w 1918

Das Wappen wird ausgelegt als der Kampf mit Sporen (zur Beschleunigung des Pferdes) und Pfeil gegen den osmanischen Feind (Halbmond). In neuerer Zeit wurde das Wappen, vor allem unter dem Einfluss von Gräfin Zoe Wassilko von Serecki, auch esoterisch gedeutet. Auch in den österreichischen Wappenbeschreibungen taucht das Wort „Stern“ auf, allerdings ist auf dem Ritterwappen zu erkennen, dass ursprünglich Sporne gemeint waren.

## Besitztümer
Das Fideikommiss vom 10. November 1788 bestand aus den Ortschaften Berhometh (Berhomet(e) pe Siret) mit Alexander- und Katharinendorf, Panka mit Mihodra (Panca), Lopuszna (Lăpușna oder Lopușna), Schipoth (Șipotele pe Siret), Mihova, Czereszenka (Cereșenca, Cireșel), weiters Lipoweni (Lipoveni), Sziskoutz (Șișcăuți, Cozmeni) und Zeleneu, die Ritter von Wassilko unter anderem große Teile von Lukawetz am Sereth (Lucavăţ pe Siret). Moldauisch Banilla (Bănila Moldovenească, Bănila pe Siret) mit Nikolaus- und Augustendorf befand sich 1914 zu großen Teilen im Besitz des Grafen Georg Wassilko von Serecki. 1918 hatten die Ländereien eine Ausdehnung von 56.000 österreichischen Joch, was 32.288 Hektar entspricht. Mit den Besitzungen der Ritter von Wassilko belief sich das Areal auf 75 000 Joch. Die Wassilko wurden deswegen auch als „Könige der Bukowina“ betitelt.

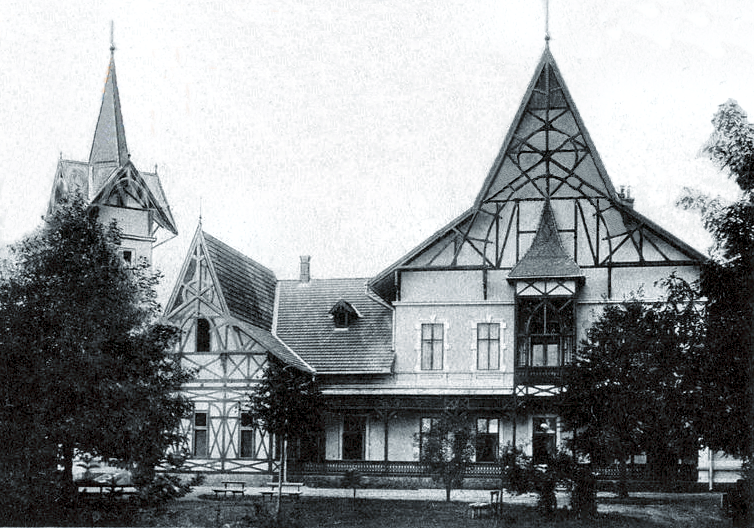
Schloss Berhometh
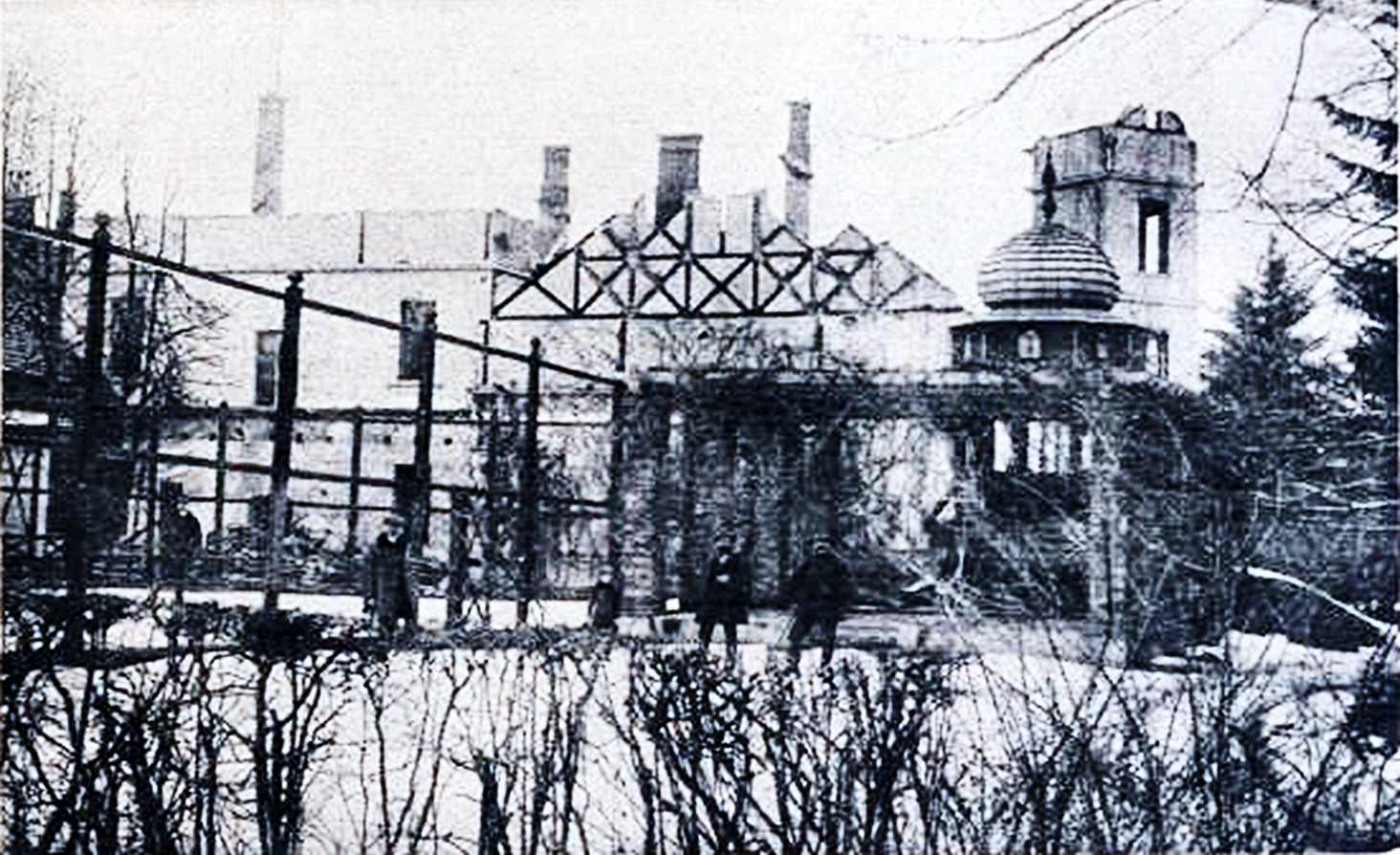
Schloss Berhometh 1915
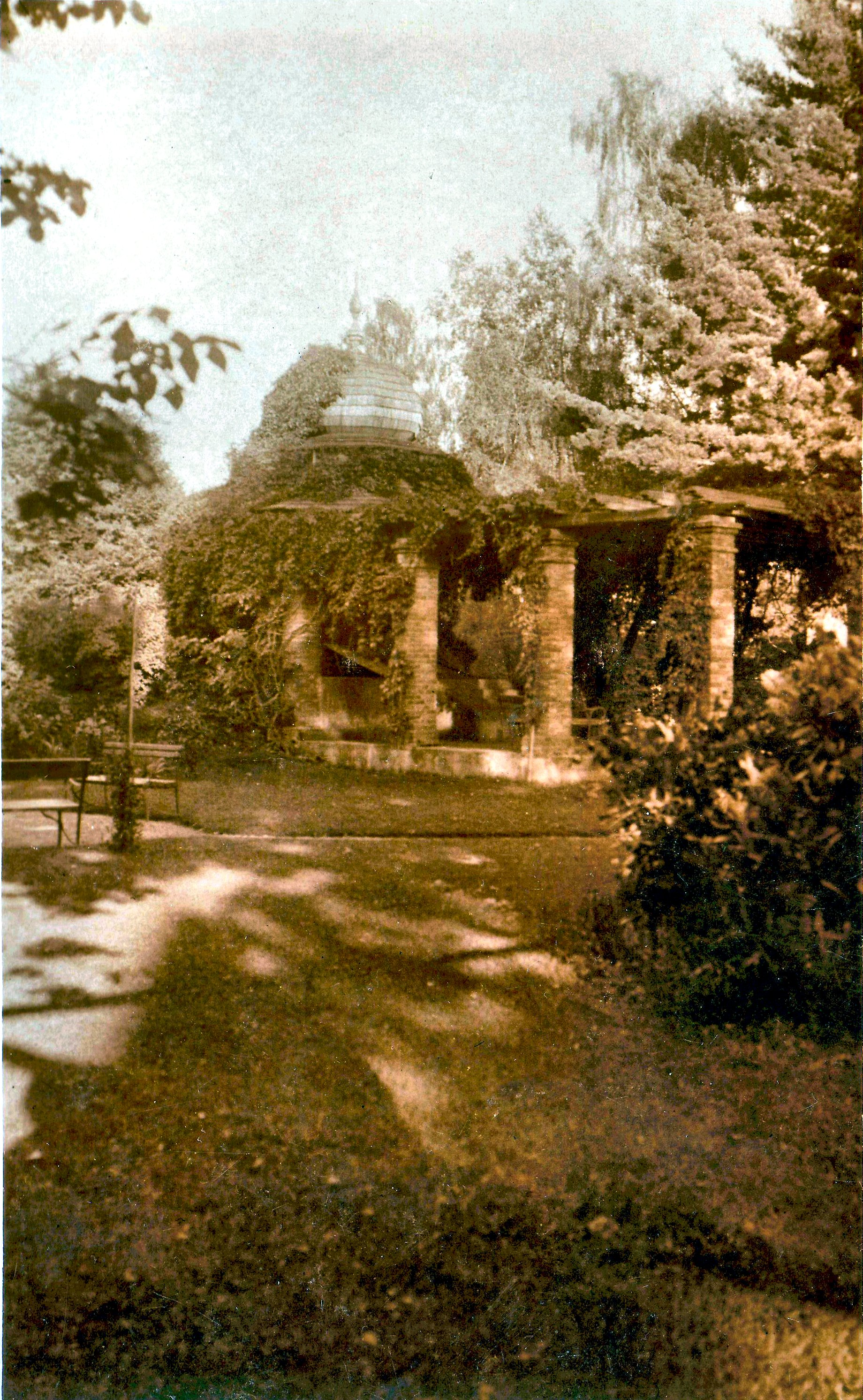
Im Schlosspark Berhometh
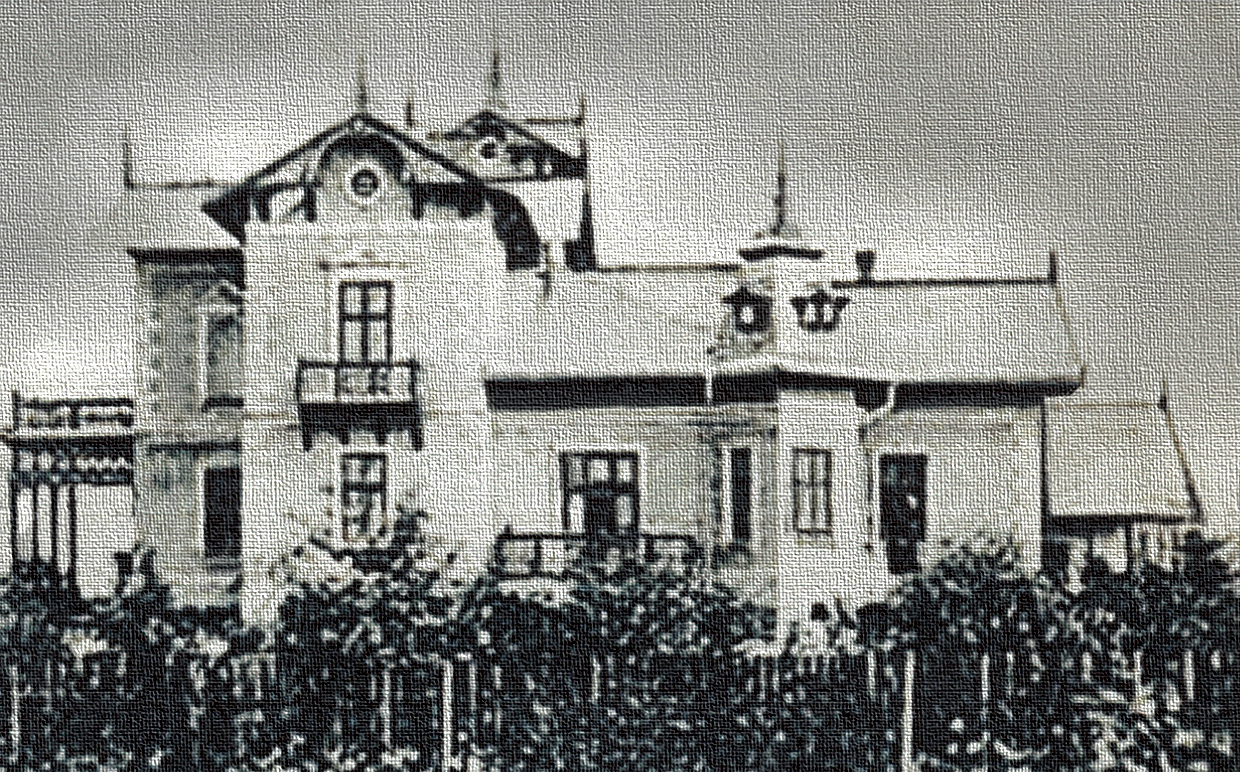
Schloss Mihowa
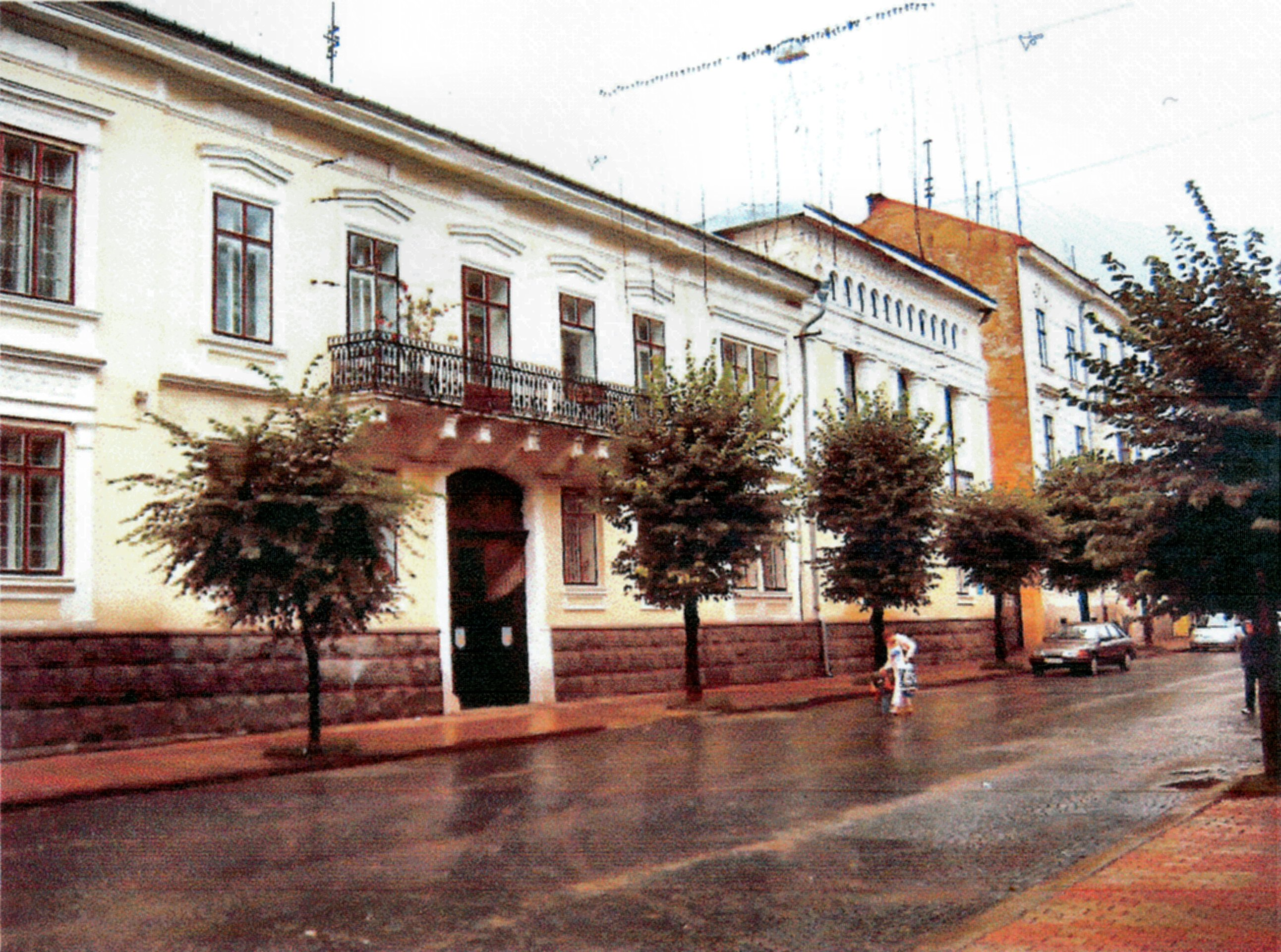
Palais Wassilko von Serecki
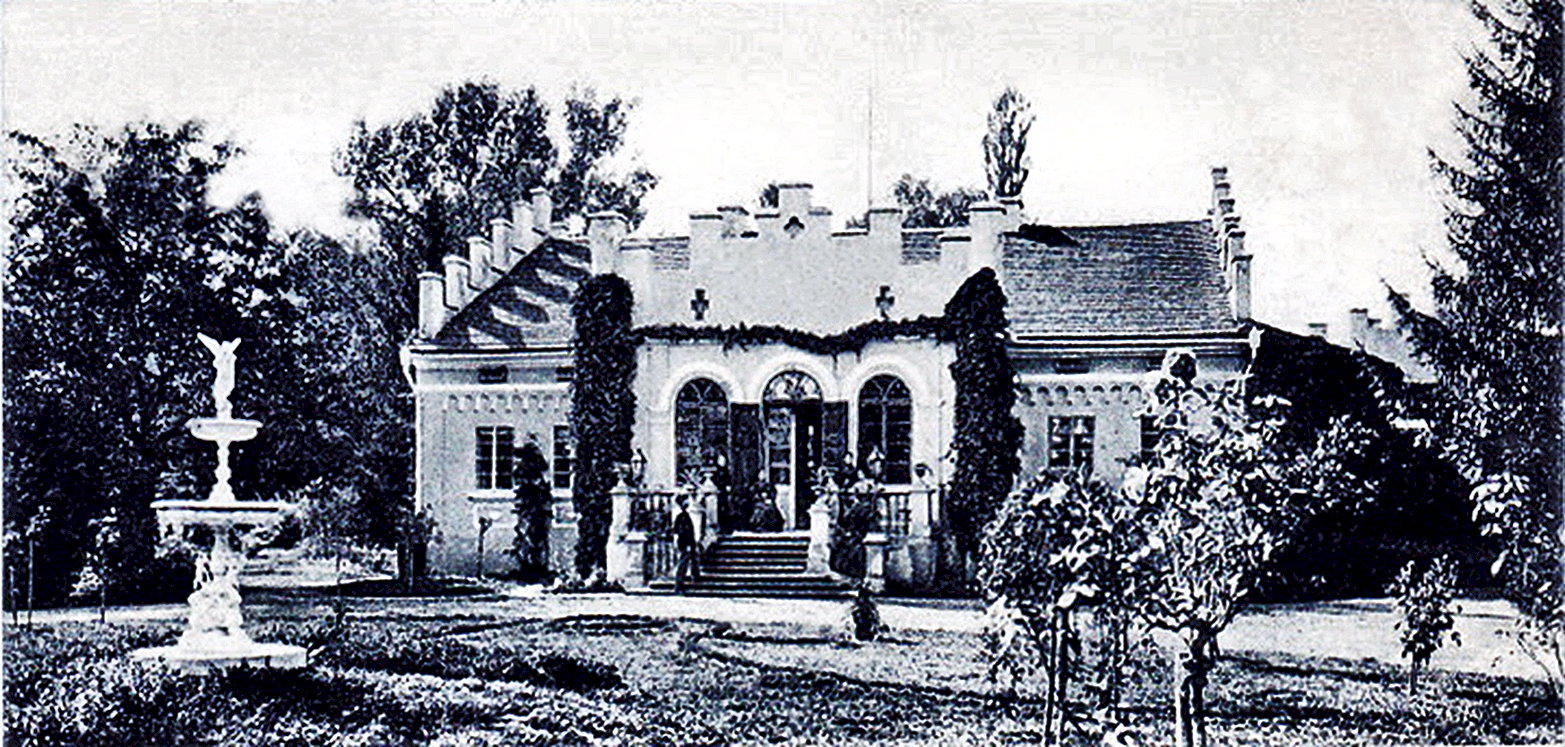
Gutshaus der Helene und Ruxandra in Panka

## Persönlichkeiten
| Name                                    | */†                                                   | Beschreibung | Bild                     |
| --------------------------------------- | ----------------------------------------------------- | --- | ------------------------ |
| Ritter Basil (Vasile) von Wassilko      | (* 30. Juni 1761 in Berhometh; † 6. Juli 1825 ebenda) | Neben dem eigenen Erbanteil übernahm er nach dem Tod seines älteren Bruders Nikolaus auch bedeutende Anteile dessen Erbes. Am 14. Januar 1787 erwarb er auch einen Großteil von Crasna Ilschi. Dort heiratete er am 15. Dezember des Jahres Anastasia (Nastassia) (* 17. August 1767; † 28. September 1842), Tochter des Alexander von Ilski, dem nur noch ein Viertel des Dorfes gehörte. Er war der Vater des unten angeführten Jordaki und Urgroßvater der späteren Grafen. Gleichfalls war Basil auch der Urgroßvater des Hieronymus Grafen Della Scala und des Nikolaus Ritter von Wassilko (s. u.). Ritterstand 1788. |                          |
| Jordaki Freiherr Wassilko von Serecki   | (1795–1861)                                           | Österreichisch-rumänischer Großgrundbesitzer, 1861 Mitglied des Herrenhauses, des Oberhauses des österreichischen Reichsrates, Freiherrenstand 1855. |                          |
| Freiherr Alexander Wassilko von Serecki | (1827–1893)                                           | K. u. k. Wirklicher Geheimer Rat, Landeshauptmann des Herzogtums Bukowina, Mitglied des Herrenhauses und Fideikommissherr, |                          |
| Graf Georg Wassilko von Serecki         | (1864–1940)                                           | K. u. k. Kämmerer, erbliches Mitglied des Herrenhauses des österreichischen Reichsrats und Landeshauptmann des Herzogtums Bukowina, später Abgeordneter und Vizepräsident des rumänischen Senats, Grafenstand 1918 |                          |
| Stephan Graf Wassilko von Serecki       | (1869–1933)                                           | K. u. k. Kämmerer und Rittmeister iR, Ministerialrat im Innenministerium und promovierter Jurist (Dr. jur.), Grafenstand 1918 |                          |
| Alexander Graf Wassilko von Serecki     | (1871–1920)                                           | K. u. k. Kämmerer, Oberstleutnant und Kammervorsteher des Erzherzogs Heinrich Ferdinand Toscana, Grafenstand 1918 |                          |
| Viktor Graf Wassilko von Serecki        | (1872–1934)                                           | k. u. k. Kämmerer, rumänisch-orthodoxer Erzpriester, Grafenstand 1918 |                          |
| Zoe Gräfin Wassilko von Serecki         | (1897–1978)                                           | Parapsychologin und Astrologin sowie langjährige Präsidentin der „Österreichischen Astrologischen Gesellschaft“. | Zoe Gräfin Wassilko 1918 |
| Nikolaus Ritter von Wassilko            | (1868–1924)                                           | Abgeordneter des Reichsrats, nach 1918 Botschafter der Ukraine in Deutschland und Minister, stammt nicht von der freiherrlich-gräflichen Linie der Familie ab |                          |
| Theophila von Wassilko                  | (1893–1973)                                           | Oberstaatsarchivarin und stellvertretende Leiterin des österreichischen Gesamtarchivs, stammt nicht von der freiherrlich-gräflichen Linie der Familie ab | Theophila von Wassilko   |

## Konfessionen und Namensschreibweisen
Mitglieder der Familie waren entweder rumänisch-orthodoxer oder römisch-katholischer Konfession.
Der Nachname wurde wegen der Aussprache manchmal fälschlicherweise „von Seretzki“ geschrieben. Im nicht-deutschen Sprachgebrauch war der Familienname „Wassilko de Serecki“ auch „conţii (de) Vasilco“ oder wie z. B. einer Person, „Baronul Alexandru Sireteanul“. Häufig wurden die Familienmitglieder, auch in offiziellen Schreiben, entgegen dem Titel in den Adelsbriefen, Freiherr bzw. Graf von Wassilko-Serecki genannt. Mit dem Adelsaufhebungsgesetz von 1919 wurde die Familie in Österreich gezwungen, den Nachnamen in „Wassilko“ bzw. „Wassilko-Serecki“ zu ändern.